# Budynek Karpacka 54 w Bydgoszczy

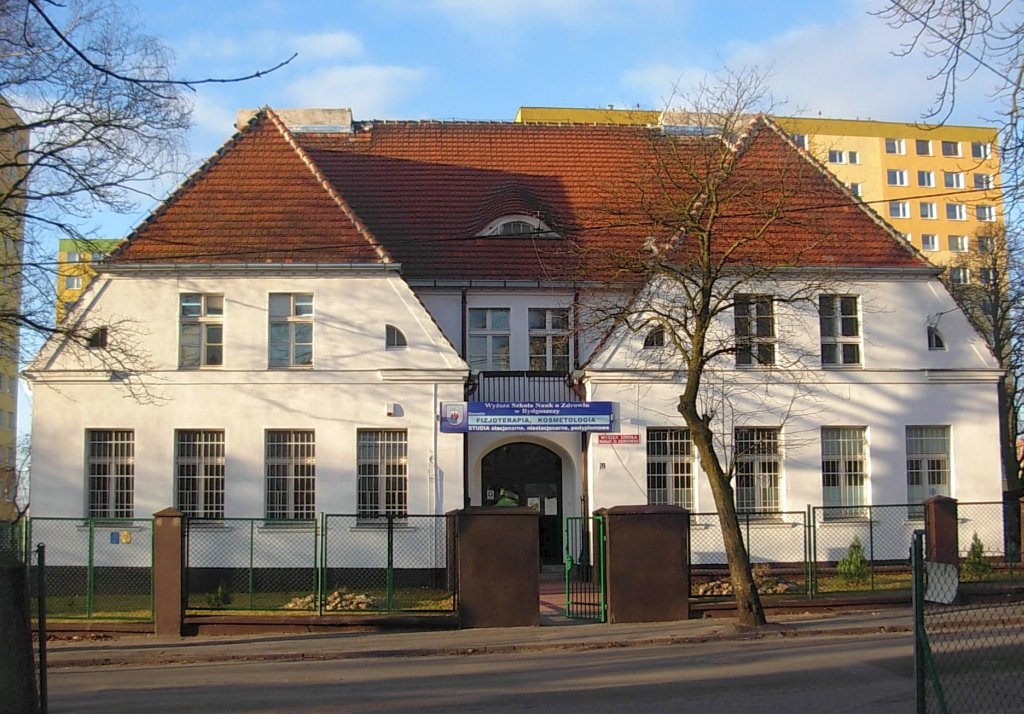
Budynek szkolny z 1912 r.

Budynek Karpacka 54 w Bydgoszczy – zabytkowy budynek oświatowy w Bydgoszczy, od 1856 r. służący szkołom powszechnym.

## Położenie
Budynek znajduje się na osiedlu Wzgórze Wolności, w zachodniej pierzei ul. Karpackiej.

## Historia

### Okres pruski
Budynek znajduje się na terenie dawnej gminy wiejskiej Rupienica. Od 1831 r. istniała tu płatna szkoła prywatna prowadzona przez Wilhelma Reutera, która jednak nie utrzymała się długo. W konsekwencji dzieci z Rupienicy i sąsiadujących Glinek przydzielono do szkoły ewangelickiej względnie katolickiej w Małych Bartodziejach.
W 1856 r. przystąpiono do budowy ewangelickiej szkoły gminnej.
Wybudowano budynek z jedną tylko izbą lekcyjną. Uczęszczało do niej 73 dzieci. W roku 1875 przy reorganizacji szkół elementarnych powstała i tu szkoła wspólna dla wszystkich dzieci. Było wówczas 160 dzieci ewangelickich i 140 dzieci katolickich.
Dzieci podzielono na cztery klasy, które uczyło czterech nauczycieli. Jedna izba lekcyjna znajdowała się w budynku szkolnym, a pozostałe urządzono w domach prywatnych.
W 1878 r. szkołę rozbudowano poprzez dodanie skrzydeł z obu stron budynku oraz nadbudowanie piętra. Projekt wykonał inspektor budowlany Oueisner, zaś dwie trzecie kosztów pokrył rząd pruski. W budynku były wówczas 4 obszerne izby lekcyjne oraz mieszkania dla trzech nauczycieli. W 1895 r. dobudowano piątą salę lekcyjną, a szóstą przerobiono z mieszkania nauczyciela. W 1912 r. było 10 klas, 6 nauczycieli i 6 pomieszczeń lekcyjnych.
W 1912 r. przystąpiono do budowy nowego budynku szkolnego, który stanął w sąsiedztwie starego.

### Okres polski
W 1920 r. gmina Rupienica została przyłączona do miasta Bydgoszczy, w granicach odrodzonego państwa polskiego. W 1920 r. uroczyście otwarto tu polską, siedmioklasową szkołę powszechną. Od 1928 r. nazwa placówki brzmiała:  Szkoła Powszechna imieniem Królowej Jadwigi Nr 15 w Bydgoszczy. 
Absolwentami szkoły byli m.in.: ks. Romuald Biniak – długoletni proboszcz i budowniczy Sanktuarium Nowych Męczenników na Wyżynach oraz Felicja Gwincińska – przewodnicząca Rady Miasta Bydgoszczy w latach 2002–2006.
W październiku 1939 r. hitlerowcy rozstrzelali w Dolinie Śmierci długoletniego dyrektora szkoły (1924–1939) Antoniego Zawadzkiego.
Po zakończeniu II wojny światowej, w 1945 r. rozpoczęto zajęcia w polskiej szkole podstawowej. W 1946 r., po zmianie numeracji szkół, placówka otrzymała numer 21, lecz zawieszono jej imię Królowej Jadwigi. Szkoła bez patrona i tylko z numerem funkcjonowała do czerwca 1988 r., kiedy to drogą plebiscytu nadano jej imię Janusza Korczaka.
Z uwagi na wzrost liczby uczniów spowodowany rozbudową osiedla mieszkaniowego na Wzgórzu Wolności, w latach 70. XX w. rozpoczęto budowę nowego gmachu szkolnego przy ul. Karpackiej 30. Budynek oddano do użytku w 1982 r. Rozpoczęło w nim naukę 1343 dzieci, pod nadzorem 73 nauczycieli. Wówczas zaprzestano zajęć szkolnych w starym budynku z 1856 r. Natomiast w budynku z 1912 r. zajęcia szkolne odbywały się do 1996 r. 
Pomieszczenia w starym budynku wynajęto pod różne zakłady rzemieślnicze i instytucje, a w budynku z 1912 r. w l. 2005-2017 znajdowała się niepubliczna Wyższa Szkoła Nauk o Zdrowiu w Bydgoszczy. W 2022 r. gmach przekazano Starostwu Powiatowemu z przeznaczeniem na siedzibę Powiatowego Centrum Pomocy Rodzinie i filii poradni pedagogiczno-psychologicznej.
W 1999 r. zgodnie z ustawą o reformie szkolnej utworzono w nowym budynku Gimnazjum nr 20, natomiast Szkoła Podstawowa nr 21 im. Janusza Korczaka przestała istnieć z dniem 1 września 2005 roku. 29 maja 2009 r. odbyła się uroczystość nadania Gimnazjum nr 20 imienia Królowej Jadwigi, zgodnie z tradycją okresu międzywojennego.

## Architektura
Starą szkołę ludową przy ul. Karpackiej stanowią dwa budynki:
- starszy z 1856 r., rozbudowany w 1878 i 1895 r.
- nowszy z 1912 r.

Oba budynki zostały wzniesione w stylu historyzującym. Budynek starszy jest piętrowy, ceglany, nakryty dachem czterospadowym.
Otynkowany, młodszy budynek posiada dwa wydatne ryzality boczne. Pokryty jest dachem czterospadowym, w którym wykonano okna w typie powieki.